# Distretto di Yozgat
Il distretto di Yozgat (in turco Yozgat ilçesi) è uno dei distretti della provincia di Yozgat, in Turchia.